# Национальный университет искусства (Аргентина)
Национальный университет искусства (исп. Instituto Universitario Nacional del Arte) — аргентинское высшее учебное заведение, расположенное в Буэнос-Айресе. Создан В 1905 году Национальная академия художеств.
 в 1996 году в результате вызванного экономическими причинами объединения ряда высших учебных заведений, в том числе Национальной Высшей школы изящных искусств, Национальной консерватории имени Карлоса Лопеса Бучардо, Национального института керамики и др.
В университете обучается около 17 000 студентов, заняты около 1 700 сотрудников.

## Структура университета
- Отделение аудиовизуальных искусств (кинематографа)
- Отделение театральных искусств
- Отделение искусств движения (танца)
- Отделение музыкальных и звуковых искусств имени Карлоса Лопеса Бучардо
- Отделение визуальных искусств (как и существовавшая до этого Высшая школа изящных искусств, носит имя аргентинского живописца XIX века Прилидиано Пуэйрредона)
- Межфакультетский центр фольклора
- Межфакультетский центр мультимедийных искусств
- Межфакультетский центр критики искусства
- Межфакультетский центр повышения квалификации